# Батъл Крийк
Батъл Крийк (на английски: Battle Creek) е град в окръг Калхун, Мичиган, Съединени американски щати. Населението му е 51 286 души (по приблизителна оценка от 2017 г.).
В Батъл Крийк е роден музикантът Джейсън Нюстед (р. 1963). Тук е починал и откривателя на корнфлейкса Джон Келог (р. 1852).